# Pierre Brice
Pierre Brice (verdadeiro Pierre-Louis Baron de Bris; Brest, 6 de fevereiro de 1929 - Paris, 6 de junho de 2015) foi um ator francês. Ganhou celebridade por sua interpretação de Winnetou, que faz parte do filme de maior sucesso alemão do pós-guerra.
Brice interpretou “Winnetou” em onze filmes juntamente com Lex Barker, em 7 filmes como Old Shatterhand), Stewart Granger (em tres filmes como Old Surehand) e Rod Cameron (num filme como Old Firehand. Repetiu a personagem em duas séries televisivas, em 1979 e 1997, que contudo não foram baseadas na obra de Karl May. Apesar de participar em inúmeros filmes e séries televisivas, Pierre Brice será sempre recordado como o Eterno Winnetou.
Pierre Brice esteve envolvido em 2010, no Luxemburgo, para uma retrospectiva no Utopolis. Ele então explicou longamente as suas alegrias, mas também as suas decepções de ser confinado a uma única função ao longo de sua carreira. Foi voluntário do exército francês, combatendo na Indochina. Após, fez cursos de atuação, e teve um pequeno papel no filme “Ça va Barder” em 1955. 
Em 1962 foi escolhido pelo produtor Horst Wendlandt, que o conheceu no Festival de Filmes de Berlim para interpretar “Winnetou”, personagem do autor alemão Karl May, o que o fez numa série de dez filmes ao lado dos atores Lex Barker (Old Shatterhand), Stewart Granger (Old Surehand) e Rod Cameron (Old Firehand). 
Seu grande sucesso o transformou num astro na Alemanha, ganhando muitos prêmios como o Bambi ou o Golden Otto. Entretanto, aparecendo em outros filmes, ele será sempre relembrado como “Winnetou”.

## Filmografia
- Ça va barder (1955)
- Le septième ciel (1958)
- Les tricheurs (1958)
- Le miroir à deux faces (1958)
- L'ambitieuse (1959)
- I cosacchi (Os cossacos) 1960
- Il rossetto (1960)
- I piaceri del sabato notte (1960)
- Il mulino delle donne di pietra (O moinho das mulheres de pedra) 1960
- L'homme à femmes (1960)
- La donna dei faraoni (A mulher do Faraó) 1960
- Akiko (1961)
- Le baccanti (1961)
- Un alibi per morire (1962)
- Los atracadores (1962)
- Douce violence (1962)
- Der Schatz im Silbersee (O tesouro dos renegados) 1962
- Pacto de silencio (1963)
- Il giorno più corto (1963)
- L`invincibile cavaliere mascherato (O invencível cavaleiro mascarado) 1963
- Col ferro e col fuoco (1963)
- Zorro contro Maciste (Sansão e a rainha escrava) 1963
- Winnetou 1. Teil (A lei dos apaches) 1963
- Old Shatterhand (A batalha final dos apaches) 1964
- Die goldene Göttin vom Rio Beni (Os selvagens) 1964
- Winnetou 2. Teil (br.: Winnetou) 1964
- Unter Geiern (Carne para abutres) 1964
- Schüsse im Dreivierteltakt (1965)
- Die Hölle von Manitoba (Duelo em Glory City) 1965
- Der Ölprinz (Flechas ardentes) 1965
- Winnetou 3. Teil (A Trilha dos Desalmados) 1965
- Old Surehand (O Mão de Ferro) 1965
- Carnaval des barbouzes (Carnaval de ladrões) 1966
- Winnetou und das Halbblut Apanatschi (Apanatschi) 1966
- Winnetou und sein Freund Old Firehand (Trovões na fronteira) 1966
- Dacii (Os guerreiros) 1967
- Le 13ème caprice (Seu corpo por um capricho) 1967
- Winnetou und Shatterhand im Tal der Toten (No vale da morte) 1968
- Un giorno, una vita (1970)
- Les coups pour rien (1970)
- La notte dei dannati (1971)
- Erika (1971)
- Una cuerda al amanecer (1972)
- Féminin-féminin 1973
- La pupa del gangster (A garota do gangster) 1975
- Zärtliche Chaoten 1987
- Der letzte Ritt 2009
- The Columbia story de Clive Hirschhorn - The Internet Movie Database (IMDB)